# Marian Podgóreczny
Marian Podgóreczny pseud. „Żbik” (ur. 2 lutego 1927, zm. 3 marca 2018) – polski dziennikarz, radca prawny, pisarz, starszy ułan Armii Krajowej, ostatnio w stopniu porucznika.

## Życiorys
Urodził się 2 lutego 1927 w Zaostrowieczu, pow. Nieśwież (obecnie Białoruś), w rodzinie nauczycielskiej, jako syn Józefa. W 1946 roku ukończył Gimnazjum Nauczycielskie w Łęczycy. Do liceum uczęszczał w Bydgoszczy. W latach 1947–1951 studiował na Wydziale Prawa Uniwersytet Mikołaja Kopernika w Toruniu, uzyskując tytuł magistra praw. Stopień wojskowy rotmistrz (kapitan).

### Okres wojny i okupacji
W ZWZ – AK od 1942 do 1945. Drużynowy Tajnej Drużny Harcerzy pod pseudonimem „Żbik”, następnie dowódca oddziału AK w Rejonie „Strażnica” (Nieśwież), z którym dołączył do zgrupowania AK pod dowództwem cichociemnego por. Adolfa Pilcha „Góra”, „Dolina”, walcząc z dwoma wrogami. Przebył cały 700-kilometrowy szlak bojowy z Puszczy Nalibockiej przez Puszczę Kampinoską, biorąc udział w powstaniu warszawskim, do lasów kieleckich. W latach 1945–1946, jako żołnierz Ruchu Samoobrony AK i Narodu (6. kompania – 25. pułku piechoty) został skierowany do pracy w MO (Opoczno, Łęczyca), podlegającej wówczas Ministerstwu Bezpieczeństwa Publicznego. 
Zgodnie z poleceniem swych władz konspiracyjnych nigdy nie skorzystał z amnestii, a także nie ujawnił w UB zarówno swych walk przeciwko partyzantom sowieckim, jak i swej prawdziwej roli w milicji. Uchodząc, poza wtajemniczonymi, za tzw. „utrwalacza Polski Ludowej”, uchronił się nie tylko sam przed represjami, ale też ocalił i innych „Doliniaków”. W oświadczeniu lustracyjnym, które był zobowiązany złożyć jako radca prawny ujawnił, że w latach 1945–1946 był funkcjonariuszem MO, wyjaśniając w jakim charakterze, nie mógł natomiast oświadczyć, że był tajnym współpracownikiem służb specjalnych, gdyż nim nigdy nie był. W związku z tym znalazł się w wykazie IPN 1706 osób, wykonujących obecnie funkcje publiczne, które złożyły w IPN „pozytywne” oświadczenie lustracyjne.

### Działalność po wojnie
W 1956 w publicznych wystąpieniach domagał się praworządności i równouprawnienia w stosunkach z ZSRR; w 1968 potępił publicznie bicie studentów w komisariatach MO, za co był represjonowany; w sierpniu 1980 brał udział w pamiętnym strajku gdańskich stoczniowców.
W latach 1947–1950 był redaktorem naczelnym Pomorskiej Czuwajki – miesięcznika Pomorskiej Chorągwi ZHP w Bydgoszczy. Jeszcze w czasie studiów pracował w redakcji dziennika Ziemia Pomorska w Bydgoszczy, potem w Dzienniku Bałtyckim w Gdyni (1950–1964). Zajmował się tematyką społeczno-prawną, pisał bezkompromisowe artykuły, narażając się ówczesnym władzom.
W latach 1963–1982 był także radca prawnym w Stoczni Remontowej Radunia w Gdańsku, a w okresie 1965–1982 był też dziennikarzem Wieczoru Wybrzeża.
Po 13 grudnia 1981 został wysłany na bezterminowy bezpłatny urlop w RSW „Prasa”. Ponieważ nie poddał się obowiązkowi weryfikacji dziennikarzy, w 1982 przeszedł na wcześniejszą emeryturę.
Od listopada 1980 do 2000 radca prawny w Regionie Gdańskim Solidarności i Stoczni Gdańskiej. W listopadzie 1980 na KZD we Wrocławiu został wybrany na sekretarza Krajowej Komisji Zawodowej Radców Prawnych „S”. W latach 1980–1981 był członkiem redakcji Biuletynu Informacyjnego Stoczni Remontowej «Radunia», pisma KZ „S”.
W latach 1989–1992 publicysta Dziennika Bałtyckiego; 1990–1991 prezes Dziennikarskiej Spółdzielni Pracy Dziennik Bałtycki i dyrektor wydawnictwa Tygodnik Bałtycki. W tym samym czasie jest radcą prawnym Stowarzyszenia Autorów ZAiKS.
Został pochowany na cmentarzu komunalnym Sopocie (kwatera AK-1-84).

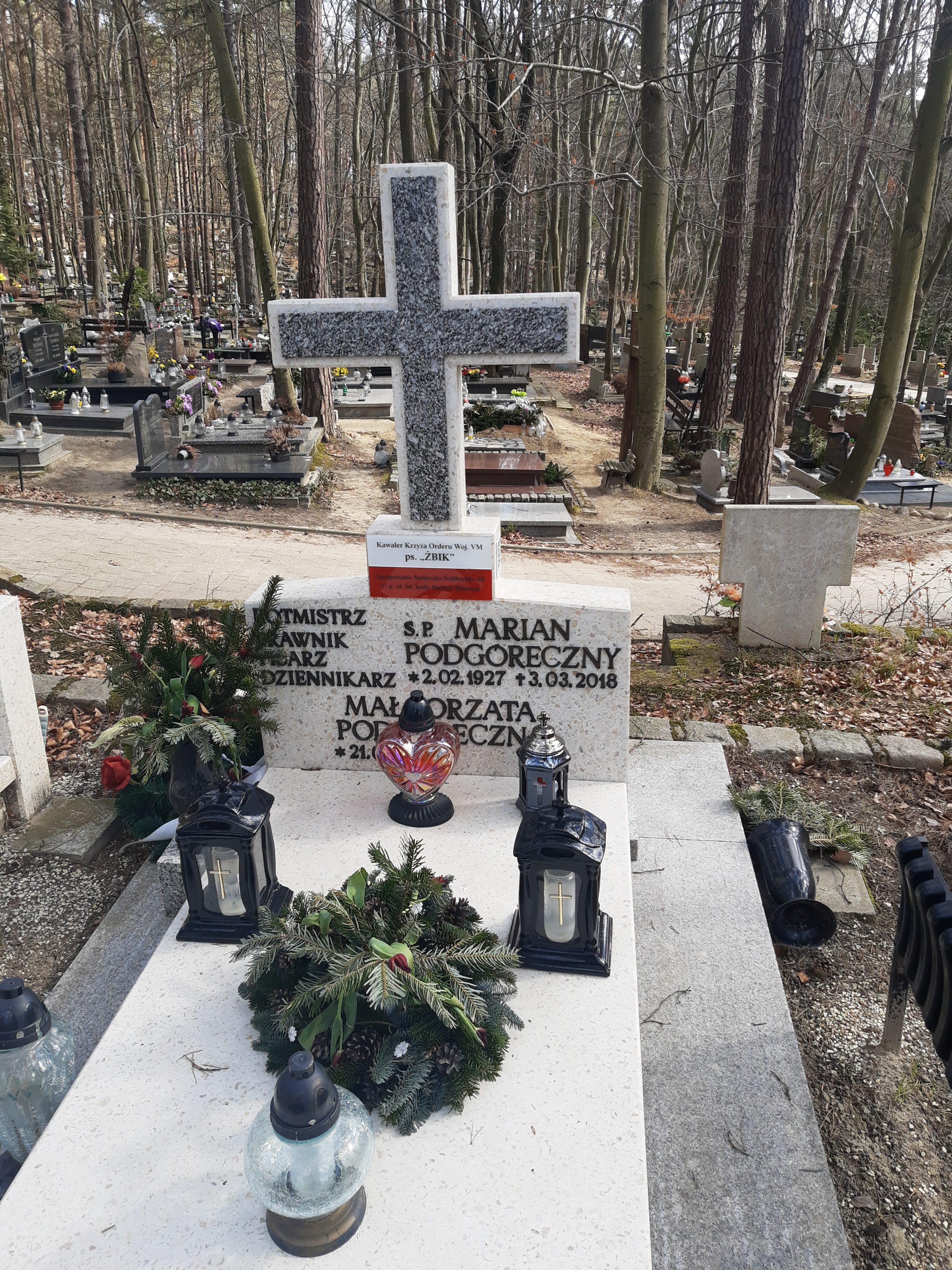
Grób Mariana Podgórecznego na Cmentarzu Komunalnym w Sopocie

### Przynależność do związków i organizacji
Członek SDP, SDRP, Klubu Kawalerów OW Virtuti Militari Światowego Związku Żołnierzy AK (wiceprezes Koła w Sopocie, honorowy członek Stowarzyszenia Autorów Polskich).

## Publikacje
- Autor książek: Na koniu i pod koniem 1972, 2016, Albert Forster, gauleiter i oskarżony (Wyd. Morskie, Gdańsk 1977), trylogii Doliniacy 1990, 1991,2010, 2013, „Góra”, „Dolina” – partyzant nie pokonany – wywiad rzeka z cichociemnym Adolfem Pilchem 2015.

Wraz z Rajmundem Bolduanem był współautorem książek Deutschland w płomieniach (Wyd. Morskie, Gdynia 1960) o kaszubskiej partyzantce wchodzącej w skład AK, i Bez mundurów o Tajnym Hufcu Harcerzy w Gdyni.

## Odznaczenia
- Krzyż Srebrny Orderu Virtuti Militari (1944)[3][4],
- Krzyż Oficerski Orderu Odrodzenia Polski (1988)[3][7],
- Krzyż Kawalerski Orderu Odrodzenia Polski (1975)[3][7],
- Krzyż Walecznych dwukrotnie (1944 Komenda Główna AK, 1948 Ministerstwo Obrony Narodowej, Londyn)[3][4],
- Medal Wojska (1948 przez MON w Londynie)[3][4],
- Krzyż Armii Krajowej (1970, Londyn)[3][4][7],
- Krzyż Partyzancki[3],
- Warszawski Krzyż Powstańczy (1975)[3][7],
- Medal Rodła[3],
- Medal za Warszawę 1939–1945[3],
- Krzyż „Za Zasługi dla ZHP” z mieczami[3],
- Złoty Medal „Opiekun Miejsc Pamięci Narodowej”[3],
- Srebrny Medal „Opiekun Miejsc Pamięci Narodowej”[3],
- Medal „Pro Memoria” (2005)[3][7],
- Medal „Pro Patria” (2017)[8],
- Odznaka honorowa 27. pułku AK[3],
- Odznaka honorowa Klubu Dam i Kawalerów Orderu Wojennego Virtuti Militari[3],
- Odznaka honorowa szwadronu kawalerii WP nadana przez dowódcę batalionu reprezentacyjnego WP,
- Odznaka honorowa dowódcy 9. Braniewskiej Brygady Kawalerii Pancernej.